# Xanthia vulpina
Xanthia vulpina är en fjärilsart som beskrevs av Eduard Friedrich Eversmann 1855. Xanthia vulpina ingår i släktet Xanthia och familjen nattflyn. Inga underarter finns listade i Catalogue of Life.